# Surra

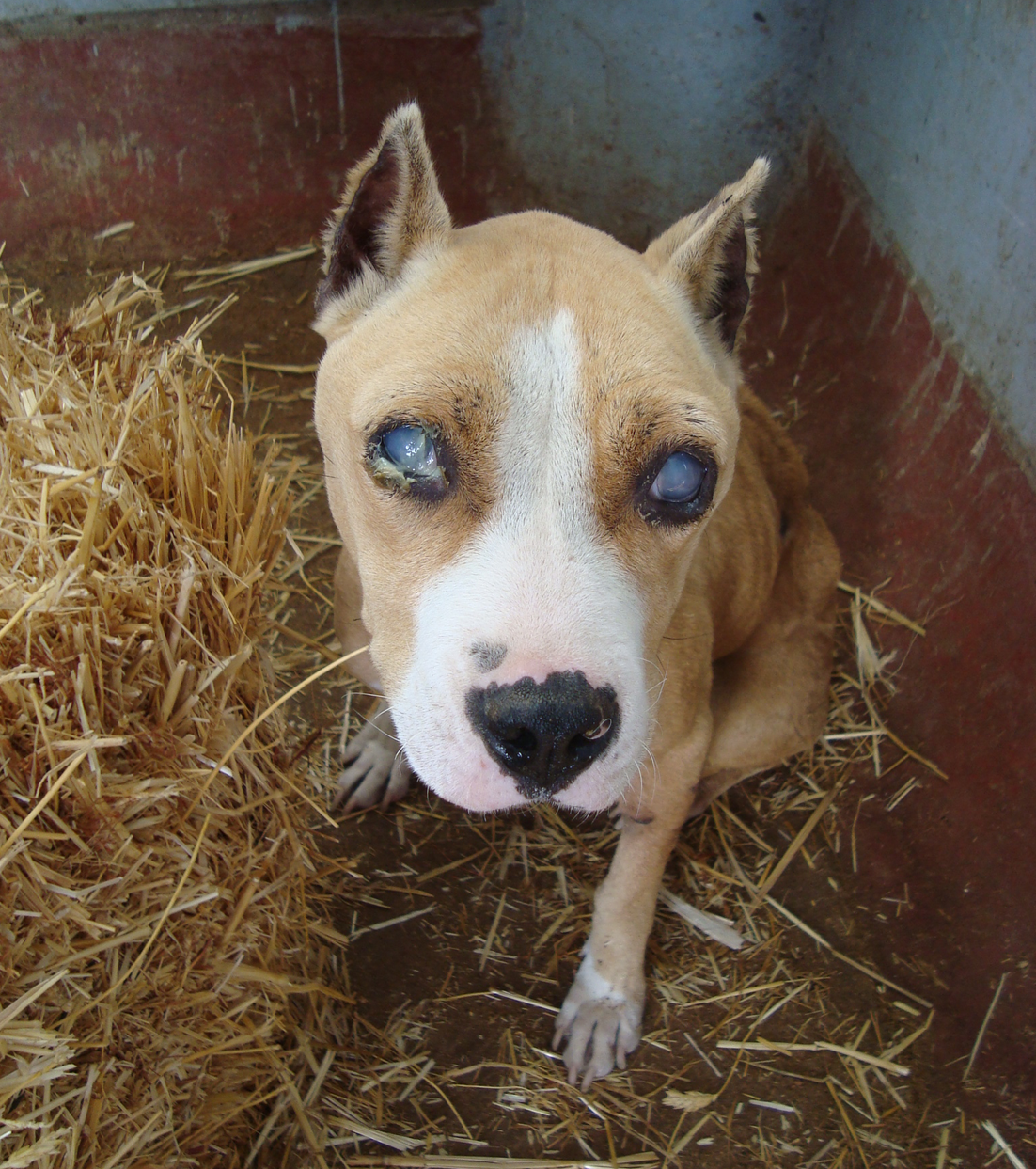
Surra

Surra – pasożytnicza choroba koni, koniowatych, bydła, słoni i wielbłądów powodowana przez świdrowca Evansa (Trypanosoma evansi). Choroba występuje w Afryce północnej, Azji oraz w Ameryce Środkowej i Południowej. Przenoszona mechanicznie przez bąki  z rodziny Tabanidae oraz owady należące do rodzajów Stomoxys, Glossina, Lyperosia. U koniowatych okres wylęgania się choroby trwa od 5 do 60 dni. Konie zwykle chorują ostro z nawracającą gorączką, obrzękami i postępującym wyniszczeniem. Może również wystąpić u bydła, zwykle w formie przewlekłej. Choroba w ciągu kilku tygodni doprowadza do śmierci zwierzęcia.
Może również jako zoonoza powodować zachorowania ludzi. Pierwszy wypadek zachorowania zanotowano w 2004 roku u rolnika w Indiach.